# Online Soccer Manager
Online Soccer Manager, abbreviato spesso in OSM, è un videogioco sportivo pubblicato da Gamebasics nel 2001 nei Paesi Bassi fino ad arrivare nel 2004 nel resto del mondo.
Il videogioco è disponibile per dispositivi iOS, Android, Windows, macOS

## Modalità di gioco
Il gameplay prevede la scelta di una squadra, la gestione della rosa dei giocatori, la definizione delle tattiche e delle strategie di gioco, e la partecipazione al mercato dei trasferimenti per acquistare e vendere calciatori. I manager devono anche curare le finanze del club e sviluppare le infrastrutture. Le partite si svolgono automaticamente, con i risultati determinati dalle decisioni tattiche dei manager e dalle abilità dei giocatori. Il gioco offre modalità di competizione sia contro altri giocatori reali sia contro l'intelligenza artificiale, con obiettivi stagionali specifici e eventi speciali periodici che aggiungono ulteriori sfide.